# Ellipteroides (Progonomyia) compactus
Ellipteroides (Progonomyia) compactus is een tweevleugelige uit de familie steltmuggen (Limoniidae). De soort komt voor in het Neotropisch gebied.